# Nico Kunert
Nico Kunert (* 7. Juni 1983) ist ein deutscher Kunstradfahrer.

## Biografie
Seine größten Erfolge feierte er in der Disziplin 2er-Kunstradfahren. Hier wurde er zusammen mit seinem Partner Simon Altvater zwischen 1998 und 2000 dreimal in Folge Europameister und zwischen 2001 und 2007 siebenmal hintereinander Weltmeister.
Der gelernte Glaser wurde trainiert von Gudrun Steegmüller beim Radfahrverein "Pfeil" Magstadt.

## Erfolge
- Deutsche Meister: 2001, 2002, 2006
- Deutsche Vizemeister: 2004
- German Masters Sieger: 2001, 2002, 2003, 2004, 2006
- Europameister: 1998, 1999, 2000
- Weltmeister: 2001, 2002, 2003, 2004, 2005, 2006 und 2007
- Seit November 2005 Weltrekordhalter